# Михаел Шумахер
Михаел Шумахер (на немски: Michael Schumacher) е пилот от Формула 1. Той е един от най-успешните Формула 1 пилоти за всички времена. 

## Ранни години
Роден е на 3 януари 1969 г. в квартал Харлем на град Хюрт, Западна Германия. Бащата на Михаел е наемател на картпистата в Керпен, която е открита от Волфганг фон Трипс – пилот от Формула 1, загинал по време на състезание на 10 септември 1970г. Така че Михаел има възможност отрано да се занимава с моторни спортове. В карт-състезания се среща с някои от бъдещите си съперници, като Хайнц-Харалд Френцен и Ник Хайдфелд от Мьонхенгладбах и финландците Мика Хакинен и Мика Сало.
Кариерата му в моторните спортове започва през 1987 г. във Формула Кьониг. През 1988 г. става вицепрезидент във Формула Форд и се включва в тима на Вили Вебер. През 1980 г. завършва шампионата на второ място при равен брой точки с Френцен зад шампиона Карл Вендлингер. Михаел Шумахер има брат, Ралф Шумахер, който също е пилот във Формула 1. Ралф се състезава последно през 2007 г. за тима на Тойота, след което се отказва от спорта.

## Кариера

### В Мерцедес
През 1990 г. Шумахер сключва договор с тима на Мерцедес, състезаващ се с коли на Петер Заубер. Негов колега е Френцен, а съвети получава от шефа на тима Йохен Неерпаш и ветерана от Ф1 Йохен Маас.
Младите пилоти се състезават с т. нар. спортни прототипи. Колите са с 900 к.с. и са бързи колкото Ф1-болид от средата на стартовата решетка. Настройките са същите като при Ф1. Затова, когато се появяват във Ф1, Шумахер, Френцен и Вендлингер за широката публика са непознати, но са вече пилоти с опит. По това време разликите между времената на тримата са малки.
Паралелно с това Шумахер се състезава в германската Ф3 и става шампион през 1990 г., печели международното състезание в Макао, въпреки сблъсък с Хакинен.
Младите пилоти на Мерцедес са поканени да участват на финалното състезание от DTM на Хокенхаймринг, където се решава титлата между пилотите на Мерцедес, БМВ и Ауди. Целта им да подкрепят титулярните пилоти. Най-силно впечатление оставя Михаел, който се сблъсква с пилота на БМВ Джони Чекото, вадейки го по този начин от битката за титлата.

## Формула 1

### Джордан

#### 1991
През 1991 г. Мерцедес продължават със спортната си програма. Тимът на Джордан се включва във Ф1. Скоро тимът се лишава от пилота си Бертран Гашо, който е осъден на 6 месеца, след като е напръскал лондонски таксиджия със сълзотворен газ. Мениджърът на Шумахер, Вили Вебер, прави всичко възможно да уреди тест с Джордан и благодарение на финансовата подкрепа на Мерцедес, Михаел получава този шанс. Прави тестове с болида на отбора на пистата Силвърстоун и дава по-добри времена от титулярните пилоти. В първото си състезание на Спа се класира на сензационното 7-о място в квалификациите за стартовата решетка, макар че за пръв път кара на тази трудна писта (Вебер преди това лъже Еди Джордан, че Михаел е карал стотици пъти на пистата). Пред него са единствено Айртон Сена, Ален Прост, Найджъл Менсъл, Нелсон Пикет, Жан Алези и Герхард Бергер. Четирима от тях са световни шампиони.

### Бенетон
В самото състезание Шумахер се оттегля с повреда в скоростната кутия още в първата обиколка. Веднага след това е нает от тима на Бенетон, където кара трикратният шампион Нелсон Пикет. Шефът на Бенетон Флавио Бриаторе използва съответна клауза в договора на Шумахер с Джордан, която всъщност е там, в случай че Мерцедес се включат във Ф1. В Гран При на Италия Шумахер печели първите си точки за тима. Пикет прекратява кариерата си в края на 1991 г.

#### 1992
През 1992 г. Шумахер е пилот номер 1 в тима. Качва се за първи път на подиума при третото си място в Мексико. Една година след дебюта си печели и първото си състезание на Спа-Франкоршамп. Той е едва третият немски пилот след Граф Берге фон Трипс и Йохен Маас печелил състезание от Ф1. Завършва сезона на трето място пред Сена. Шампион става Найджъл Менсъл.

#### 1993
През 1993 г. Бенетон експериментира твърде много с електрониката и често Шумахер има повреди. В случаите, когато завършва, винаги е на подиума. Печели в Португалия единственото си състезание пред Ален Прост, който с второто си място си осигурява титлата. Прост прекратява кариерата си с четвърта шампионска титла. Шумахер е четвърти.

#### 1994
През 1994 г. ФИА променя правилата, електронните помощи са забранени. Бенетон се справят най-добре с новите условия. Каращият за Уилямс Сена се бори с неочаквани проблеми, докато Шумахер започва с две победи. При третото състезание на Имола се стига до многобройни катастрофи. В тренировките Барикело катастрофира тежко. В квалификациите загива Роланд Ратценбергер. В самото състезание на бързия завой Тамбурело загива Айртон Сена. Отново печели Шумахер, който сега води с голяма преднина в класирането.
От съображения за сигурност набързо се променят правилата (смаляване на еърбокса, дървени платки на пода на колите, допълнителни шикани по пистите и др.). За Бенетон шампионатът е белязан от скандали – дисквалификация за Шумахер на Силвърстоун за незачитане на черен флаг, пожар при зареждане с бензин при Йос Верстапен поради манипулирана система за презареждане, дисквалификация в Белгия заради намалена дебелина на платката на пода, макар на всеки да е ясно, че това е резултат от завъртане върху един от шиканите по време на състезанието. Освен това екипът на Бенетон е заподозрян, че използва тракшън-контрол в колите си.
Благодарение на наказанията срещу Шумахер тимът на Уилямс се съвзема и Деймън Хил отново ги прави конкурентоспособни.
При последното състезание в Австралия водещият само с 1 точка Шумахер прави грешка и поврежда управлението на болида си при лек удар в бетонната стена. Хил веднага се опитва да го изпревари, докато Шумахер с блокирано управление се връща на пистата. Следва сблъсък, Шумахер отпада и счита титлата за загубена, но Хил също трябва скоро да напусне надпреварата, заради повреда в окачването. Така Шумахер печели първата си титла.

#### 1995
За сезона 1995 г. Бенетон сменят двигателите Форд с по-силните на Рено. Шумахер доминира въпреки по-слабото шаси и инсценираното от пресата съперничество с Хил, който прави много грешки. Печели 9 състезания и шампионата. Бенетон печели титлата при конструкторите.

### Ферари

#### 1996
По настояване на Ники Лауда, работещ като съветник при Ферари, тимът от Маранело търси най-добрия пилот във Ф1. Целта им, естествено, е Михаел Шумахер, на когото Ферари предлагат много приемлив договор. Шумахер отива в Италия, макар че екипът на Ферари изостава значително в областта на техниката и организацията. Ферари сменя традиционния V-12 с V-10. Слабото място обаче е шасито, конструирано от Джон Барнард. Той се придържа строго към регламента, носът на болида е висок, а от двете страни на кокпита има удебеления, които се отразяват катастрофално на аеродинамиката. На дългите прави Шумахер трябва да накланя главата си настрани, за да влиза достатъчно въздух в еърбокса. Впоследствие Густав Брунер бива ангажиран да „ретушира“ болида. Резултатът е модерният „нисък“ нос (за пръв път показан в Канада).
Гафовете в екипа на Ферари нямат край през целия сезон на 1996 г. поради техническите проблеми, понякога куриозни (падащи части от колата, отпадане още в загряващата обиколка). Въпреки това Шумахер печели сензационно 3 състезания и 4 четири пол-позишъна, което допринася много за мотивацията на тима. Шампион през 1996 г. става Деймън Хил.

#### 1997
През 1997 г. Шумахер се завръща изненадващо бързо там, където беше през 1995 г. – в битката за титлата. По негово настояване в тима идват Рос Браун и Рори Бърни, „мозъците“ от шампионския тим на Бенетон. Колата е значително по-добра. Преди последното състезание Шумахер води в класирането пред главния си съперник Жак Вилньов. На Херес Шумахер се сблъска с Вилньов, за да спре опита му за изпреварване. Този път обаче съперникът му успява да продължи, а Шумахер отпада. Вилньов става шампион, а ФИА изключва Шумахер от класирането в шампионата заради неспортсменство, но запазва всички точки и класирания за статистиката.

#### 1998
За 1998 г. ФИА отново променя правилата. Колите са широки 180 см., сликовете получават канали. Макларън и доставчикът им на гуми Бриджстоун най-добре се справят с промените и Мика Хакинен е шампион през 1998 г. Състезанията са напрегнати и с интрига до края, но Шумахер няма късмет.
Едно от възловите състезания през 1998 г. е Спа. Вали силно, Шумахер води убедително и настига изоставащия Дейвид Култард, който намалява скоростта, за да бъде изпреварен с обиколка, но остава на идеалната линия, правейки ситуацията още по-опасна. Зад него видимостта е нула, Шумахер късно забелязва Макларъна и се удря в него, като предната дясна гума прелита на сантиметри от главата му. Шумахер се добира на 3 гуми в бокса и се отправя бесен към бокса на Макларън. Механиците на двата отбора предотвратяват мелето. При последното състезание в Япония след провален старт Шумахер стартира последен, а след това спуква и гума.

#### 1999
В средата на сезон 1999 Шумахер изостава в класирането зад Хакинен, когато на Силвърстоун катастрофира поради проблем в спирачките, чупи крака си и не може да кара за няколко състезания. Мястото му заема Мика Сало. Бърза да се завърне на пистата, за да подкрепи съотборника си Еди Ървайн, който сега се бори за титлата. При завръщането си на пистата в Малайзия Шумахер подарява победата на Ървайн. След състезанието и двамата са дисквалифицирани заради нередовни коли, но после решението е отменено. В последното състезание Хакинен доминира над двете ферарита и печели титлата, Ферари печели титлата при конструкторите за пръв път след 1983 г.

#### 2000
През 2000 г. Ферари е с гуми Бриджстоун. На мястото на Ървайн идва Рубенс Барикело. Шумахер печели 9 състезания и си осигурява титлата при пилотите, с което прекъсва серия от 21 години без нито една титла за Ферари от 1979 г. Ферари защитава и титлата при конструкторите.

#### 2001
През 2001 г. Ферари са все така доминантни, Шумахер печели 9 състезания и подобрява рекорда на Ален Прост от 51 победи.

#### 2002
Сезон 2002 е един от най-силните за Ферари с много двойни победи. Гран При на Австрия се превръща във фарс – Барикело подарява победата на Шумахер, въпреки че той води убедително в класирането. Церемонията по награждаването е освиркана от зрителите. 5 състезания предварително Шумахер си осигурява титлата с 11 победи, изравнявайки рекорда на Хуан Мануел Фанджо от 5 титли.

#### 2003
2003 г. е значително по-трудна и на Шумахер се налага да се бори до края. Правилата за даване на точки са променени, за да бъде надпреварата по-интересна. Шумахер печели 6-а, а Ферари 4-та поредна титла при конструкторите.

#### 2004
През 2004 г. Ферари отново доминира с 15 победи от 18 състезания. Шумахер завършва сезона с 13 победи, а титлата е защитена още на Спа – 4 състезания преди края.

#### 2006
Михаел Шумахер е женен за Корина Беч, с която има 2 деца, Джина Мариа и Мик. От 1996 г. живеят в Швейцария.

### Оттегляне
На 22 октомври 2006 г. Михаел Шумахер официално прекратява своята състезателна кариера като пилот във Формула 1.
На състезанието за Голямата награда на Бразилия, проведено на 22 октомври 2006 г. на пистата Интерлагос, седемкратният световен шампион за последен път пилотира като състезател болида на Ферари. Михаел Шумахер завършва на четвърто място, като прави невероятно състезание (12 изпреварвания). Шумахер остава най-значимият пилот за Формула 1.

### Завръщане
В своя сайт Шумахер съобщава, че ще замени контузения Фелипе Маса в отбора на Ферари за Гран при на Европа във Валенсия на 23 август 2009 г. Една седмица по-късно, на 10 август 2009 г., Шуми официално обявява, че няма да може да направи своето завръщане във Ф1 поради болки във врата, породени от контузия следствие падане с мотор през месец февруари 2009 г.

### Мерцедес АМГ Петронас

#### 2010
През 2010 г. Шумахер подготвя завръщането си, като преговаря за договор с Мерцедес АМГ Петронас.
На 23 декември 2009 г. Шумахер официално обявява завръщането си за сезон 2010 г. Шумахер се обвързва с новия отбор Мерцедес АМГ Петронас за 3 години и заплата от 7 млн. евро.

#### 2012
През октомври 2012 г. Шумахер за втори път обявява, че приключва кариерата си във Формула 1 след края на сезона. Последният му старт е в Гран При на Бразилия 2012 г., където завършва седми. В общото класиране на пилотите за 2012 г. е на 13-а позиция.

## След оттеглянето
От 2007 г. е консултант на Ферари и отговаря за търсенето на млади пилоти.
На 5 септември 2007 г. е отличѐн за постиженията си с престижната испанска Награда на принца на Астурия (раздел „Спорт“).

## Нещастен случай в скикурорт
На 29 декември 2013 г., при каране на ски в курорта Мерибел във Френските Алпи, Шумахер получава сериозна травма на главата и е откаран с хеликоптер в Гренобъл, в критично състояние. Получил е тежка черепно-мозъчна травма, която налага спешна операция, а лекарите предизвикват състояние на изкуствена кома, за да спасят живота му. Оттогава е прикован на легло.
На 16 юни 2014 г. мениджърката на Шумахер Сабине Кем обявява пред медиите, че Михаел Шумахер е излязъл от комата. Той е напуснал болницата, след което е приет в Университетския болничен център на департамента Во в град Лозана, където ще продължи дългата фаза на възстановяване и рехабилитация.
На 9 септември 2014 г. Сабине Кем съобщава, че Шумахер се е върнал вкъщи и неговата рехабилитация ще става у дома.
На 7 юли 2016 г., разказвайки за състоянието на Шумахер, Кем заявява: „…Засега ситуацията е толкова сложна, че ние не можем да предоставим каквито и да е подробности.“
През декември 2016 г. става известно, че семейството на Шумахер е похарчило за лечението му 16 млн. евро и е било принудено да продаде къщата си в Норвегия и самолета на спортсмена.

## Постижения
- Шампионски титли: 7 (1994, 1995, 2000, 2001, 2002, 2003, 2004)
- Поредни титли: 5 (2000 – 2004)
- Победи: 91
- Поредни победи: 	7 (2004, Европа–Унгария)
- Победи за един тим: 	72 (Ферари)
- Победи на една и съща писта: 	8 (Франция)
- Победи на различни писти: 	22
- Най-дълъг период между първа и последна победа: 	14 години, 1 месец и 2 дни
- Втори места: 	43
- Подиуми: 	156
- Последователно завършване на подиума: 	19 (САЩ 2001–Япония 2002)
- Завършвания в зоната на точките: 	190
- Последователно завършване в зоната на точките: 	24 (Унгария 2001 – Малайзия 2003)
- Обиколки лидерство: 	4741 (22 155 km)
- Пол-позиции: 	68
- Стартове от първа решетка: 	115
- Най-бързи обиколки: 	76
- Дубъли (Пол и победа): 	40
- Трипъли (Пол, НБО и победа): 	22
- Общо точки: 	1519
- Най-много точки в догонващ сезон: 	121 (2006)
- Най-много победи в догонващ сезон: 	7 (2006)
- Победи на Индианаполис (всички състезателни класове): 	5
- Победи на Монца (Формула Едно): 	5
- Победи в един сезон: 	13 (2004)
- НБО за един сезон: 	10 (2004)
- Точки записани за един сезон:	148 (2004)
- Завършвания на подиума за един сезон: 	17 (100%) (2002)
- Най-рано спечелен шампионат: 	6 оставащи състезания (2002)
- Последователни години с победи: 	15 (1992 – 2006)
- Последователни дни като шампион: 	1813 (от 8 октомври 2000 до 25 септември 2005)